# 仁科美咲の遊々ミュージック
『仁科美咲の遊々ミュージック』（にしなみさきのゆうゆうミュージック）は、文化放送で2021年4月4日（3日深夜）から毎週日曜未明（土曜深夜）に放送されている音楽番組で、フリーアナウンサー・仁科美咲の冠番組である。最新の演歌・歌謡曲とトークによって番組が構成されている。

## 概要
2021年3月28日まで放送されていた『鈴木純子の遊々ミュージック』の枠を引き継いだ。
パーソナリティの仁科美咲は同年3月27日まで放送されていた『走れ！歌謡曲』の火曜日パーソナリティを務めていた。

## 放送時間
- 日曜 4:30 - 5:00

## 放送局
- 文化放送